# Tyler Plante
Tyler Plante (Milwaukee, 17 maggio 1987) è un allenatore di hockey su ghiaccio ed ex hockeista su ghiaccio statunitense naturalizzato canadese, che giocava nel ruolo di portiere.

## Carriera
Tyler, nato negli Stati Uniti ma trasferitosi in Canada, fu scelto dai Florida Panthers al secondo giro in 32ª posizione assoluta nell'NHL Entry Draft 2005. Tyler si mise in mostra nelle stagioni precedenti vestendo la maglia dei Brandon Wheat Kings nella Western Hockey League, vincendo inoltre il Jim Piggott Memorial Trophy come miglior rookie della lega nella stagione 2004-05. Nel giugno del 2007 Plante entrò nell'organizzazione dei Panthers con un contratto triennale entry level. Trascorse la maggior parte del tempo con la squadra affiliata ai Panthers in AHL, i Rochester Americans, sostituiti nel 2011 dai San Antonio Rampage. Nel corso delle stagioni alternò presenze in AHL ad altre in ECHL.
Nel dicembre del 2011 lasciò l'organizzazione dei Panthers per trasferirsi in Svezia, giocando sei incontri con la maglia del Mora IK, squadra di seconda divisione. Fu anche chiamato come riserva in Elitserien con il Djurgården, tuttavia non scese mai sul ghiaccio. Nell'ottobre del 2012 Plante ritornò in Nordamerica con i Colorado Eagles in ECHL. Nel mese di dicembre fu chiamato per un provino dall'Asiago Hockey, in cerca di un portiere dopo averne sostituiti diversi nel corso del campionato, venendo confermato dopo un mese portiere titolare per il resto della stagione. Anche grazie al suo contributo, l'Asiago in quella stagione vinse lo scudetto. Nel 2013 si trasferì in Norvegia al Lørenskog IK.
Dopo due anni in Norvegia, nel 2015 si trasferì agli Sheffield Steelers, dove tuttavia rimase solo fino a dicembre, quando passò ai Löwen Frankfurt, nella DEL2. Al termine della stagione si ritirò, divenendo allenatore dei portieri dei Brandon Wheat Kings.

## Palmarès

### Club
- Campionato italiano: 1

Asiago: 2012-2013

### Individuale
- CHL All-Rookie Team: 1

2004-2005
- WHL Jim Piggott Memorial Trophy: 1

2004-2005